# Véssey Gábor
Véssey Gábor (Budapest, 1948. szeptember 9. –) Munkácsy Mihály-díjas magyar festő, egyetemi oktató. A Magyar Művészeti Akadémia rendes tagja (2012).

## Életútja
Felsőfokú tanulmányokat a Magyar Képzőművészeti Főiskolán folytatott, ahol Fónyi Géza és Veress Sándor László voltak a mesterei. Diplomáját 1972-ben kapta kézhez, 1972-75 közt a főiskola mesterkurzusát látogatta. 1988-tól 2017-ig a Magyar Képzőművészeti Egyetemen egyetemi docens pozícióban ábrázoló geometriát tanított.
Monumentális alkotások, pannók létrehozására vállalkozott művészbarátaival, 1989 és 1993 között megszervezte a 12 művésszel működő Kerengő Galériát a városligeti Vajdahunyad vára Jáki kápolnájának kerengőjében. 1996-ban 16 művész részvételével megalakította a Hon-Lét-Fríz csoportot. Az Operaház díszletfestő műhelyében festették meg a 16x5x1,5 méteres vászonpannót, melyet a Magyar Mezőgazdasági Múzeumban állítottak ki. ( A festményt az MTV Donátor című műsora is bemutatta.) 1997-ben hat művésszel közösen megfestette a szanticskai Szent István kápolna mennyezet képeit és ornamentikáját. (E képek bemutatására is az MTV Donátor című műsora vállalkozott.)
Egyéni alkotásainak nagyobb része pasztell, kisebb része tempera- és olajfestmény. Érzéki, organikus kompozícióit közvetlen, eruptív kifejezésmód, a vonal kitüntetett szerepe jellemzi. Az emberi lét alapkérdéseit, a tudat mélyrétegeit kutató műveinek gazdag asszociációs tartalma és iróniája révén a figurális festészet, rajzművészet tradícióit megújító alkotók sorába tartozik. Munkáit egyéni és csoportos kiállításokon mutatja be, jeles közgyűjtemények őrzik alkotásait, köztük a budapesti Petőfi Irodalmi Múzeum, a Kiskőrösi Képtár, a Szombathelyi Képtár.
Összegyűjtött rajzaiból 1994 óta évente ad ki köteteket kis példányszámban, 2000-ig a következők készültek el: "Omni re" I. II., III., "Biblia" I. II., "Ars longa, vita brevis", "Bar-do Thos Sgrol" (Tibeti Halottaskönyv), "Ad sidera". 2000 után: Bestinárium. Budapest : Aulich Art, 2006. [8] p., leporelló.

## Kiállításai (válogatás)

### Egyéni
- 1979 • Stúdió Galéria, Budapest
- 1987 • Dürer Terem, Budapest
- 1988 • Galerie Grasser Bachem, Köln
- 1991 • Small Galéria, Budapest • Árkád Galéria, Budapest
- 1993 • Astoria Galéria, Budapest • Játékszín Galéria, Budapest • Erlin Galéria, Budapest • Galerie Zichy, Leiden
- 1995 • Erlin Galéria, Budapest
- 1997 • Galerie Thriller, Saarbrücken • Gallery OMO, New York • Art-X Galéria
- 1998 • La Petit Galerie du Château
- 1999 • Vigadó Galéria, Budapest
- 2003 • Retro 55 (festmények), Magyar Alkotóművészek Háza - Olof Palme-ház, Budapest
- 2006 • Bestiárium - Véssey Gábor festőművész kiállítása, Aulich Art Galéria, Budapest
- 2010 •  Véssey Gábor kiállítása és Szemadám György könyvbemutatója, Csepel Galéria Művészetek Háza, Budapest

### Csoportos
- 1982 • II. Nemzetközi Ifjúsági Rajzbiennálé, Nürnberg • Lausanne
- 1990 • Mezőgazdaság a képzőművészetben, Mezőgazdasági Múzeum, Budapest
- 1992 • DunapArt Társaság Kiállítása, Csontváry Terem, Budapest • Kerengő csoport kiállítása, Csók Galéria, Budapest
- 1994 • "Európa Elrablása", MFT kiállítása, Vigadó Galéria, Budapest
- 1996 • 1100 év Európában, Hotel Kempinski Galéria, Budapest • Hon-Lét-Fríz, Mezőgazdasági Múzeum, Budapest • Millecentenáriumi Kiállítás, Szegedi Képtár, Szeged
- 1998 • Szakrális terek, Piarista Kápolna Galéria, Budapest
- 2000 • Dialógus. Festészet az ezredfordulón, Műcsarnok, Budapest
- 2001 • Feketén-fehéren, Műcsarnok, Budapest
- 2006 • Fiat Lux - csoportos évzáró kiállítás, Erlin Galéria, Budapest
- 2010 • Cirkusz, Jászi Galéria, Budapest
- 2010 • A HUNGART Egyesület 2009. évi ösztöndíjas művészeinek kiállítása, Magyar Alkotóművészek Háza - Olof Palme Ház, Budapest
- 2012 • Testbeszéd - Győrffy Sándor, Incze Mózes, Luzsicza Árpád, Magyar Gábor, Végh András, Véssey Gábor képzőművészek kiállítása, Nemzeti Táncszínház Kerengő Galériája, Budapest

## Díjak, elismerések (válogatás)
- 1990: Mezőgazdaság a képzőművészetben, II. díj, Mezőgazdasági Múzeum;
- 1992: DunapArt Társaság Kiállítása, II. díj, Dürer Terem;
- 1994: "Európa elrablása", MFT kiállítás, fődíj, Vigadó Galéria;
- 1996: 1100 év Európában, különdíj, Hotel Kempinski Galéria;
- Millecentenáriumi Kiállítás, Szeged város díja, Szeged;
- 2004: Munkácsy Mihály-díj.